# Cassinelli (bebida)
Cassinelli es una gama peruana de gaseosas. Es una marca de la compañía "Enrique Cassinelli e Hijos" de Trujillo, y se vende en botellas de vidrio y en botellas PET en diferentes presentaciones.
Su mercado principal es la costa norte peruana y la selva, abarcando un 5% de las ventas de bebidas gaseosas en la región. Además, patrocina equipos de fútbol peruano como el César Vallejo y Carlos Manucci. En 2016 la empresa inició su expansión hacia el mercado limeño introduciendo una nueva imagen y siete sabores: cola amarilla, cola roja, limón, cola, piña, naranja y champán. En 2020, al cumplir con los requerimientos dados por la Ley de Promoción de Alimentación Saludable, fue una de las seis marcas de gaseosas en comercializarse sin octógonos de advertencia.